# Erepenning voor menslievend hulpbetoon
De Erepenning voor menslievend hulpbetoon (officieel: Eerepenning voor Menschlievend Hulpbetoon) is een Nederlandse onderscheiding, die bedoeld is voor "hen die een menslievende daad hebben verricht die de kenmerken draagt van moed, beleid en zelfopoffering".

## Geschiedenis van de erepenning
De Erepenning voor menslievend hulpbetoon is in 1822 door koning Willem I ingesteld omdat de koning de redders van een militair die in een waterput was beland wilde eren. De koning vond de toenmalige onderscheidingen niet passend omdat de redding niet plaatsvond in gevechtssituatie.
In de beginjaren ontvingen vooral zeelieden en leden van reddingsmaatschappijen voor reddingen op zee.
Na verloop van tijd ontvingen ook redders in geval van ingestorte of brandende gebouwen de onderscheiding.
Door technologische vooruitgang werd de orde ook toegekend voor reddingen uit auto's of treinen.

## Uiterlijk van de erepenning
In 1912 werd de erepenning aan een oranje lint bevestigd met een dunne rode streep in het midden zodat deze onderscheiding ook gedragen kon worden. De erepenning is zes centimeter hoog.
De erepenning kan worden uitgereikt in goud, zilver en brons.

## Toegekende erepenningen
Het Kapittel voor de Civiele Orden onderzoekt voorstellen voor verlening van deze onderscheiding en adviseert de ministers van Defensie en Binnenlandse Zaken over toekenning.
Willem Symor, ook bekend als Pa Sem, werd met de Erepenning onderscheiden in 1993. Hij redde een jaar eerder bij de Bijlmerramp het leven van een 10-jarige en liep daarbij zware brandwonden op. 
De onderscheiding werd in de periode van 2015 tot en met 2017, 28 maal in brons uitgereikt en eenmaal in zilver.
Op 2 mei 2020 reikte Gouverneur Lucille George-Wout van Curaçao de onderscheiding in zilver uit die postuum was toegekend als waardering voor haar moed aan Margareth Abraham, de stewardess die vijftig jaar eerder omkwam bij de ALM-vliegramp.
Op 14 september 2023 reikte premier Mark Rutte postuum de onderscheiding in goud uit aan de kinderen van Jan Zwartendijk. Zwartendijk verleende als plaatsvervangend consul in Litouwen 2345 visa aan Poolse Joden. Deze joden konden door dit visa via de Sovjet-Unie vluchten naar Japan en vandaar naar andere landen. Naar schatting zijn er via deze weg tussen de 6000 en 10.000 levens gered.